# Sisyrinchium arizonicum
Sisyrinchium arizonicum är en irisväxtart som beskrevs av Joseph Trimble Rothrock. Sisyrinchium arizonicum ingår i släktet gräsliljor, och familjen irisväxter. Inga underarter finns listade i Catalogue of Life.